# Марагожи
Марагожи (порт. Maragogi)  —  муниципалитет в Бразилии, входит в штат Алагоас. Составная часть мезорегиона Восток штата Алагоас. Входит в экономико-статистический микрорегион Литорал-Норти-Алагоану. Население составляет 25 233 человека на 2005 год. Занимает площадь 335 км². Плотность населения — 75,322 чел./км².
Окруженный тропическими зарослями, город является востребованным центром экологического туризма. Гости Марагожи смогут совершать пешие прогулки по загородным районам, побывать в фермерском поселении Trilha do Visgueiro, а также изучить лесные и прибрежные экосистемы.
Праздник города — 24 апреля. 

## История
Город основан в 1875 году.

## Статистика
- Валовой внутренний продукт на 2003 год составляет 39 886 реалов (данные: Бразильский институт географии и статистики).
- Валовой внутренний продукт на душу населения на 2003 год составляет 1662 реала (данные: Бразильский институт географии и статистики).

## География
Климат местности: тропический жаркий гумидный.